# Fluclotizolam
Fluclotizolam é um derivado da tienotriazolodiazepina que foi sintetizado pela primeira vez em 1979, mas nunca foi comercializado. Posteriormente, foi vendido como uma droga sintética, sendo identificado pela primeira vez definitivamente em 2017.